# 114. peruť (Izrael)
114. peruť (hebrejsky טייסת 114‎) Izraelského vojenského letectva, také známá jako Noční vůdci, je vrtulníková peruť vybavená stroji CH-53-2000 Sea Stallion dislokovaná na základně Tel Nof.